# Вікіпедія мовою конкані
Вікіпедія мовою конкані — розділ Вікіпедії мовою конкані. Створена у 2015 році. Вікіпедія мовою конкані станом на 26 березня 2025 року містить 3613 статей, 10 925 зареєстрованих користувачів, 20 активних дописувачів, 4 адміністраторів
. Загальна кількість сторінок у Вікіпедії мовою конкані — 9451, редагувань — 213 089, мультимедійні файли відсутні
. Глибина (рівень розвитку мовного розділу) Вікіпедії мовою конкані середня і становить 58.9 пунктів
. 

## Історія
- Серпень 2013 — створена 100-та стаття (у Вікіінкубаторі)[3].
- Березень 2015 — створена 1 000-на стаття[3].
- Лютий 2016 — створена 2 000-на стаття[4].